# Bradley McCuaig
Pour les articles homonymes, voir McCuaig.
Bradley McCuaig (né le 31 août 1968 à Calgary (Alberta, Canada), est un ancien athlète canadien spécialiste des épreuves de sprint dans l'épreuve du relais 4 × 100 mètres.
Il termine quatrième lors de l'épreuve du relais 4 × 400 mètres de la coupe du monde des nations d'athlétisme 1998 et remporte la médaille d'argent lors des Jeux panaméricains de 1999 à Winnipeg.
Son record personnel est de 10.10 secondes, complété en juillet 1998 à Flagstaff.